# Iberia (distrito)
Iberia é um distrito do Peru, departamento de Madre de Dios, localizada na província de Tahuamanu.

## Transporte
O distrito de Iberia é servido pela seguinte rodovia:
- PE-30C, que liga o distrito de Urcos (Região de Cusco) à Ponte Binacional Brasil-Peru (Fronteira Brasil-Peru) - e a rodovia federal brasileira BR-317 - no distrito de Iñapari (Região de Madre de Dios)
- MD-103, que liga o distrito de Tahuamanu à cidade de Tambopata [1][2][3]